# Такидзе, Емени Парфёнович
Емени Парфёнович Такидзе — советский хозяйственный, государственный и политический деятель, Герой Социалистического Труда.

## Биография
Родился в 1911 году в Грузии. Член КПСС с 1936 года.
С 1933 года — на хозяйственной, общественной и политической работе. В 1933—1971 гг. — инструктор райкома Коммунистической партии (большевиков) Грузии, народный судья, прокурор района, первый секретарь Хулойского райкома КП(б) Грузии, первый секретарь Кобулетского райкома КП(б) Грузии, первый секретарь Ланчхутского райкома КП Грузии, заместитель Министра юстиции Грузинской ССР, первый секретарь Кутаисского горкома Компартии Грузии, в Арбитражном суде Грузинской ССР.
Будучи первым секретарём Кобулетского райкома занимался развитием сельского хозяйства Кобулетского района. В результате его деятельности в районе ежегодно выполнялся план по сдаче государству различных видов сельскохозяйственных культур. В 1948 году урожай сортового зелёного чайного листа в Кобулетском районе превысил запланированный сбор на 19,5 %. Указом Президиума Верховного Совета СССР от 29 августа 1949 года удостоен звания Героя Социалистического Труда за «получение высоких урожаев сортового зелёного чайного листа и цитрусовых плодов в 1948 году» с вручением ордена Ленина и золотой медали «Серп и Молот» (№ 4519).
Этим же Указом званием Героя Социалистического Труда были награждены главный агроном районного отдела сельского хозяйства Василий Александрович Горделадзе, председатель райисполкома Шукри Талибович Девадзе и 75 тружеников-чаеводов различных сельскохозяйственных предприятий Кобулетского района.
Избирался депутатом Верховного Совета Грузинской ССР 2-го созыва, депутатом Верховного Совета СССР 5-го созыва, делегатом XX съезда КПСС, кандидатом в члены ЦК Компартии Грузии (1949—1952), членом ЦК Компартии Грузии (1952 — ?),
Проживал в Тбилиси. Умер после 1971 года.
Награды
- Герой Социалистического Труда
- Орден Ленина
- Орден Трудового Красного Знамени (24.02.1946)
- Орден «Знак Почёта» — дважды (07.01.1944; 31.08.1971)